# 증서

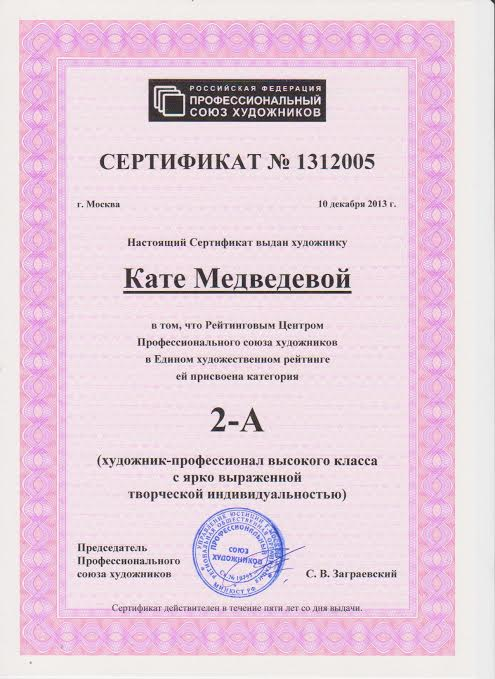

증서(證書)는 권리 · 의무 · 사실 등을 증명하는 서류 문서이다. 공공기관 또는 공무원이 직무상 작성한 문서를 공문서라고 하며, 그중 공무원이 그 권한에 따라 작성한 증서가 광의로는 공정증서(公正證書)라고 한다. 권서(券書). 권장(券狀). 증권(證券). 증문(證文). 증장(證狀) 등으로도 불리며 순화어는 '증거 문서'이다.

## 정의
공문서는 행정기관에서 공무상 작성하거나 시행하는 문서(도면·사진·디스크·테이프·필름·슬라이드·전자문서 등의 특수매체기록을 포함한다. 이하 같다)와 행정기관이 접수한 모든 문서를 말한다.— 행정 효율과 협업 촉진에 관한 규정